# Аристарх (Яцурин)
Епископ Аристарх (в миру Владимир Петрович Яцурин; 16 октября 1965, Загорск, Московская область) — епископ Русской православной церкви, епископ Ванинский и Переяславский.
Тезоименитство — 15 (28) апреля (память апостола от 70-ти Аристарха, епископа Апамейского).

## Биография
Родился 16 октября 1965 года в году Загорске (ныне Сергиев Посад). Отец — Пётр Иванович Яцурин (р. 1940), в постриге иеросхимонах Зосима (принял постриг в Великую схиму 27.06.2012 г.), насельник Свято-Смоленской Зосимовой мужской пустыни; мать — Дина Гавриловна (1938—2011), в постриге монахиня Феофания.
В 1982 году окончил среднюю школу № 14 города Ногинска.
В 1982—1985 годы учился в Новогиреевском медицинском училище № 12. Получил диплом фельдшера выездной бригады и работал на скорой и неотложной помощи в Москве.
В 1985—1987 годы служил в армии.
В 1987—1991 годы обучался в Московской духовной семинарии.
19 декабря 1991 года в Троицком соборе Троице-Сергиевой лавры наместником обители архимандритом Феогностом (Гузиковым) пострижен в монашество с именем Аристарх в честь апостола от 70-ти Аристарха, епископа Апамейского.
21 июня 1992 года епископом Аргентинским и Южноамериканским Марком (Петровцы) рукоположен во иеродиакона.
12 сентября 1993 года архиепископом Солнечногорским Сергием (Фоминым) рукоположён во иеромонаха.
С сентября 1993 года по декабрь 1995 год служил на московском подворье Троице-Сергиевой лавры.
15 января 1996 года направлен в штат Хабаровской епархии, 29 января назначен настоятелем кафедрального собора Рождества Христова г. Хабаровска.
25 февраля 1996 года епископом Хабаровским и Приамурским Марком (Тужиковым) возведен в сан игумена с возложением наперсного креста.
8 апреля 1996 года назначен благочинным 1-го Хабаровского округа.
С 14 февраля 2000 года по 31 марта 2003 года служил настоятелем прихода св. апостола Иакова г. Биробиджан ЕАО.
29 мая 2003 года назначен настоятелем прихода св. Георгия Победоносца пгт. Эльбан Амурского района Хабаровского края.

### Архиерейство
Решением Священного Синода от 6 октября 2011 года избран епископом Амурским и Чегдомынским.
30 октября 2011 года в Преображенском кафедральном соборе Хабаровска митрополит Хабаровским и Приамурским Игнатием (Пологрудовым) возведён в сан архимандрита.
С 12 по 23 декабря 2011 года слушал двухнедельные курсы повышения квалификации для новоизбранных архиереев Русской Православной Церкви в Общецерковной аспирантуре и докторантуре имени святых равноапостольных Кирилла и Мефодия.
27 декабря 2011 года решением Священного Синода назначен быть епископом Николаевским, викарием Хабаровской епархии.
31 декабря 2011 года в Тронном зале кафедрального соборного Храма Христа Спасителя наречён во епископа Николаевского, викария Хабаровской епархии. Чин наречения совершили Святейший Патриарх Московский и всея Руси Кирилл, епископ Брянский и Севский Александр (Агриков), епископ Солнечногорский Сергий (Чашин), епископ Подольский Тихон (Зайцев), епископ Воскресенский Савва (Михеев).
25 января 2012 года в день памяти мученицы Татианы и с нею в Риме пострадавших в домовом храме святой мученицы Татианы при МГУ имени М. В. Ломоносова хиротонисан во епископа Николаевского, викария Хабаровской епархии. Хиротонию совершили Святейший Патриарх Московский и всея Руси Кирилл, митрополит Саранский и Мордовский Варсонофий (Судаков), митрополит Хабаровский и Приамурский Игнатий (Пологрудов), архиепископ Верейский Евгений (Решетников), епископ Солнечногорский Сергий (Чашин).
14 июля 2018 года Священный Синод назначил епископа Аристарха управляющим Ванинской епархией с титулом Ванинский и Переяславский.

## Награды
- набедренник (1995)
- наперсный крест (25 февраля 1996)
- палица (9 апреля 1997)
- крест с украшениями (4 февраля 2000)